# Laguna de Yuriria
La Laguna de Yuriria, es un humedal artificial, localizado en el municipio de Yuriria del Estado de Guanajuato (México). Fue construida por el fraile agustino Diego de Chávez y Alvarado en el año de 1548, con el objetivo de tener un vaso regulador del río Lerma.Tiene una superficie de 80 km² y una capacidad de 188 hm³. En 1999, la Laguna de Yuriria fue designada como un Área de Importancia para la Conservación de las Aves (AICAS) por CONABIO, en el año 2001 es decretada como área natural protegida de competencia Estatal en categoría de restauración ecológica y en 2004 fue declarada como un Sitio RAMSAR debido a su importancia como Humedal de Importancia Internacional.

## Introducción
La Laguna de Yuriria es un destacado humedal artificial situado en el municipio de Yuriria, en el estado de Guanajuato, México. Fue construida en 1548 por el fraile agustino Diego de Chávez y Alvarado, con el propósito de desviar las aguas del río Lerma mediante el canal de Taramatacheo, constituyendo así una de las primeras obras de ingeniería hidráulica en América colonial. Este cuerpo de agua abarca aproximadamente 80 km² de superficie y tiene una capacidad de 188 hm³.  Su creación no solo respondió a necesidades de irrigación y control hídrico, sino que también ha desempeñado un papel crucial en el desarrollo ecológico y cultural de la región. La laguna ha sido reconocida por su biodiversidad y, en 2004, fue designada como sitio Ramsar debido a su importancia como humedal de relevancia internacional.  Además, la Laguna de Yuriria ha influido significativamente en la identidad cultural de la comunidad local, siendo escenario de diversas actividades económicas, recreativas y tradicionales que reflejan la rica historia y patrimonio de la zona.

## Geología y ubicación
La Laguna de Yuriria es un notable cuerpo de agua artificial situado en el municipio de Yuriria, en el estado de Guanajuato, México. Se encuentra entre las coordenadas 20°13′0″ y 20°17'20" de latitud norte, y 101°12′30″ y 101°03'35" de longitud oeste, posicionándose en la Mesa Central Mexicana dentro de la región hidrológica Lerma-Chapala-Santiago. La laguna abarca una superficie aproximada de 80 km² y tiene una capacidad de almacenamiento de 188 hectómetros cúbicos. Geológicamente, la región donde se asienta la Laguna de Yuriria es de naturaleza volcánica, caracterizada por un terreno montañoso. La parte más baja del área formaba originalmente una ciénega que, al ser canalizada, dio lugar a la formación de la laguna. Al norte de la misma, se encuentran diversas prominencias orográficas que limitaron su expansión en esa dirección. La laguna se localiza a una altitud promedio de 1,730 metros sobre el nivel del mar.  Sus dimensiones aproximadas son 17 kilómetros de largo por 6 kilómetros de ancho, albergando en su interior varias islas, entre las cuales destacan la Isla de San Pedro, El Fuerte y Las Cabras.  Su existencia ha influido en el microclima local, convirtiéndose en un generador y regulador climático en medio de una zona semiárida.

## Historia
La Laguna de Yuriria, posee una historia geológica y cultural que se remonta a miles de años, mucho antes de su construcción en el siglo XVI.
Teoría del Paleolago
Investigaciones recientes, como las realizadas por la geóloga Dra. Gabriela Ana Zanor de la Universidad de Guanajuato, sugieren que la región donde se asienta la actual Laguna de Yuriria estuvo influenciada por antiguos cuerpos de agua. Aunque la laguna actual es una obra hidráulica colonial, estudios paleolimnológicos indican que, en épocas prehistóricas, existio el paleolago del bajío en la zona donde se encuentra hoy el Estado de Guanajuato, resultado de condiciones climáticas más húmedas que las actuales. Estos antiguos lagos habrían proporcionado un entorno propicio para diversas formas de vida y habrían influido en la geomorfología regional.
Humanos en el Pleistoceno
La presencia de estos cuerpos de agua prehistóricos creó condiciones favorables para el asentamiento humano desde finales del Pleistoceno. Evidencias arqueológicas en Yuriria  y regiones cercanas sugieren que grupos humanos habitaron áreas lacustres del Bajío aprovechando los recursos hídricos y la biodiversidad que ofrecían estos entornos. Aunque se han documentado hallazgos específicos como Bifaz en la zona de Yuriria, es plausible que comunidades nómadas tempranas se establecieran en sus proximidades, adaptándose a las fluctuaciones climáticas y ambientales de la época.
Presencia de la Cultura Chupícuaro
La cultura Chupícuaro se desarrolló aproximadamente entre 600 a. C. y 250 d. C., con su epicentro en el valle de Acámbaro, Guanajuato. Esta civilización es reconocida por su avanzada producción de cerámica, que refleja tanto aspectos cotidianos como rituales de su sociedad. Aunque el asentamiento principal de Chupícuaro se ubicaba en Acámbaro, es plausible que su influencia se extendiera a regiones circundantes, incluyendo áreas cercanas a la actual Laguna de Yuriria donde se han encontrado figuras con el estilo artístico de esta cultura. Sin embargo, la información específica sobre la presencia directa de la cultura Chupícuaro en la zona de la laguna es limitada.
Influencia de la Cultura Purépecha
Antes de la llegada de los españoles, la región donde se encuentra la Laguna de Yuriria formaba parte del territorio dominado por la cultura purépecha. Los purépechas, conocidos por su avanzada organización social y habilidades en la metalurgia, establecieron asentamientos en áreas estratégicas de lo que hoy es el estado de Guanajuato y se han localizado vestigios arqueológicos dentro de Yuriria.
Periodo Colonial y Creación de la Laguna
Con la llegada de los españoles en el siglo XVI, la dinámica de la región cambió drásticamente. En 1540, el misionero agustino Fray Pedro de Olmos fundó la ciudad de Yuriria. Posteriormente, en 1548, Fray Diego de Chávez y Alvarado, con autorización del obispo Vasco de Quiroga, emprendió la construcción de un canal para desviar las aguas del río Lerma hacia un área pantanosa, creando así la actual Laguna de Yuriria. Esta obra de ingeniería hidráulica, una de las primeras en América, tenía como objetivo principal mejorar el riego agrícola y controlar las inundaciones, transformando significativamente el paisaje y la economía local.
Desarrollo Histórico Posterior
Tras su creación, la Laguna de Yuriria se convirtió en un centro neurálgico para el desarrollo económico y social de la región. Durante la época colonial, la ciudad de Yuriria fue un punto estratégico en el registro y administración de minas. La laguna no solo facilitó las actividades agrícolas, sino que también influyó en la configuración cultural y social de la comunidad, siendo testigo de diversos eventos históricos que han dejado una huella imborrable en la identidad local.

## Biodiversidad
La Laguna de Yuriria, es un ecosistema de gran relevancia ecológica que alberga una rica y diversa biodiversidad. Este humedal artificial, creado en 1548, se ha convertido en un refugio vital para numerosas especies de flora y fauna, muchas de las cuales son endémicas o se encuentran en peligro de extinción.
Ruta Migratoria de Aves
La laguna forma parte esencial de la ruta migratoria de aves del centro de México. Se han registrado más de 200 especies de aves que utilizan este cuerpo de agua como sitio de descanso y alimentación durante sus migraciones estacionales. Entre las especies observadas se encuentran:
Polluela Sora (Porzana carolina): ave migratoria que utiliza los humedales de la laguna como área de descanso.
Gallareta Americana (Fulica americana): frecuente en cuerpos de agua dulce, incluyendo la Laguna de Yuriria.
Ibis de Ojos Rojos (Plegadis chihi): especie que se alimenta en las orillas fangosas de la laguna.
Pelícano Blanco Americano (Pelecanus erythrorhynchos): visitante regular durante sus migraciones.
Además, la emblemática Mariposa Monarca (Danaus plexippus) transita por la región de la laguna en su ruta hacia los bosques de Michoacán, donde realiza su hibernación invernal. Este fenómeno resalta la importancia de la laguna como corredor biológico para diversas especies migratorias.
Especies en Peligro de Extinción y Endémicas
La Laguna de Yuriria es hogar de especies que enfrentan riesgos significativos de conservación. Una de las más destacadas es la Mascarita Transvolcánica (Geothlypis speciosa), un ave endémica de los humedales de tierras altas del centro de México. Esta especie prefiere grandes extensiones de juncos y arbustos cercanos al agua. Lamentablemente, su población ha disminuido drásticamente en las últimas décadas. El último registro fotográfico confirmado data de 2016, y el registro de audio más reciente es de 2023 dentro de la Laguna. Estos datos subrayan la urgencia de implementar medidas de conservación para proteger su hábitat y evitar su posible extinción. 
Herpetofauna
La diversidad de reptiles en la laguna es notable, incluyendo especies como:
Culebra Gris Nariz de Pala (Conopsis nasus): serpiente endémica de México, habitante de áreas semiacuáticas y terrestres alrededor de la laguna.
Lagartija Espinosa Mexicana (Sceloporus spinosus): frecuente en zonas rocosas y matorrales cercanos al cuerpo de agua.
Flora Acuática
La vegetación de la Laguna de Yuriria es igualmente diversa, con especies acuáticas que conforman distintos hábitats:
Tule (Typha domingensis): planta dominante en áreas someras, formando extensos tulares que sirven de refugio y sitio de anidación para diversas aves.
Carrizo (Phragmites australis): común en las márgenes, formando densas colonias que protegen contra la erosión.
Lechugilla (Pistia stratiotes) y Lirio Acuático (Eichhornia crassipes): aunque son especies exóticas, se encuentran en la laguna y pueden afectar la dinámica ecológica si no se controlan adecuadamente. 
Mamíferos y Otros Invertebrados
En las inmediaciones de la laguna también se encuentran mamíferos como el Coyote (Canis latrans), el Mapache (Procyon lotor) y la Zorra Gris (Urocyon cinereoargenteus), que interactúan en la cadena trófica del ecosistema. Además, diversas especies de mariposas, libélulas y otros invertebrados contribuyen a la polinización y al control de poblaciones de insectos, manteniendo el equilibrio ecológico.
Importancia Ecológica y Conservación
La riqueza biológica de la Laguna de Yuriria la convierte en un sitio de alta prioridad para la conservación. La pérdida de hábitats, la contaminación y las especies invasoras son amenazas latentes que requieren atención inmediata. Es fundamental promover acciones de manejo sostenible, restauración de ecosistemas y educación ambiental para garantizar la preservación de este invaluable patrimonio natural para las generaciones futuras.

## Importancia económica y social
Importancia Económica
1. Pesca Comercial: La laguna ha sido históricamente un sitio de pesca, proporcionando sustento a numerosas familias locales. Sin embargo, la contaminación y otros factores han afectado negativamente la calidad del agua y, por ende, la actividad pesquera, impactando la economía de más de 1,500 familias que dependen de la pesca y actividades relacionadas, como pequeños restaurantes, comercios y servicios de transporte acuático. 
2. Agricultura y Riego: Originalmente concebida como una obra hidráulica para el riego, la laguna ha sido fundamental en el desarrollo agrícola de la región. El agua de la laguna ha permitido el cultivo de diversas hortalizas y granos, contribuyendo significativamente a la economía local. 
3. Turismo: La belleza escénica de la laguna y su biodiversidad la convierten en un atractivo turístico. Actividades como paseos en lancha, observación de aves y visitas a sitios históricos cercanos generan ingresos y promueven el desarrollo de infraestructura turística. 
4. Aprovechamiento del Lirio Acuático: La proliferación del lirio acuático ha sido un desafío ambiental; sin embargo, se han explorado proyectos para su aprovechamiento, como la producción de biogás a partir de esta planta, lo que podría ofrecer una fuente alternativa de energía y generar empleos en la región. 
Importancia Social
1. Identidad Cultural: La laguna es un símbolo emblemático para los habitantes de Yuriria, formando parte integral de su identidad y patrimonio cultural. Eventos festivos y tradiciones locales están estrechamente vinculados a este cuerpo de agua.
2. Recreación y Espacio Comunitario: Además de su valor económico, la laguna ofrece espacios para la recreación y el esparcimiento de la comunidad local, sirviendo como punto de encuentro y fortaleciendo el tejido social.
3. Educación Ambiental: La biodiversidad de la laguna la convierte en un aula natural para la educación ambiental, permitiendo a estudiantes y visitantes aprender sobre ecosistemas acuáticos y la importancia de su conservación.
Desafíos Actuales
A pesar de su relevancia, la Laguna de Yuriria enfrenta problemas de contaminación debido a descargas industriales y urbanas, afectando su ecosistema y las actividades económicas dependientes de ella. La proliferación del lirio acuático, también representa un reto para la salud del cuerpo de agua. La preservación y rehabilitación de la laguna son esenciales para mantener su papel como motor económico y social en la región, garantizando el bienestar de las comunidades locales y la conservación de su patrimonio natural y cultural.

## Reconocimiento y protección legal
La Laguna de Yuriria, ha sido objeto de diversos reconocimientos y medidas de protección legal debido a su importancia ecológica, histórica y cultural.
Área Natural Protegida (ANP) "Laguna de Yuriria y su Zona de Influencia"
El 9 de marzo de 2001, el Gobierno del Estado de Guanajuato emitió el Decreto Gubernativo Número 96, mediante el cual se declaró a la "Laguna de Yuriria y su Zona de Influencia" como Área Natural Protegida en la categoría de Restauración Ecológica. Esta área abarca una superficie total de 15,020 hectáreas, distribuidas de la siguiente manera:
Municipio de Yuriria: 11,115 hectáreas
Municipio de Valle de Santiago: 3,755 hectáreas
Municipio de Salvatierra: 150 hectáreas
El cuerpo de agua principal de la laguna se encuentra en el centro de esta área protegida, cubriendo aproximadamente 5,890 hectáreas a una altitud de 1,731 metros sobre el nivel del mar. La designación como ANP tiene como objetivo principal la restauración y conservación de los ecosistemas locales, promoviendo prácticas sostenibles que beneficien tanto al medio ambiente como a las comunidades circundantes. 
Área de Importancia para la Conservación de las Aves (AICA)
En 1999, la Comisión Nacional para el Conocimiento y Uso de la Biodiversidad (CONABIO) reconoció a la Laguna de Yuriria como un Área de Importancia para la Conservación de las Aves (AICA). Este reconocimiento destaca la relevancia de la laguna como hábitat crítico para numerosas especies de aves, tanto residentes como migratorias, y subraya la necesidad de implementar medidas de conservación específicas para proteger estas poblaciones aviares. 
Sitio Ramsar
El 2 de febrero de 2004, la Laguna de Yuriria fue designada como Sitio Ramsar, inscrita en la Lista de Humedales de Importancia Internacional. Esta designación reconoce la significancia ecológica de la laguna a nivel global, especialmente como humedal artificial de agua dulce. Como Sitio Ramsar, la laguna se compromete a mantener sus características ecológicas y a promover el uso racional de sus recursos, alineándose con los objetivos de la Convención Ramsar para la conservación y el uso sostenible de los humedales en todo el mundo. 
Estos reconocimientos y protecciones legales reflejan el compromiso de las autoridades y la comunidad internacional para salvaguardar la Laguna de Yuriria, garantizando la preservación de su rica biodiversidad y su valor cultural para las generaciones presentes y futuras.
Referencias:
[1] Descripción del municipio de Yuriria, Guanajuato (México). https://www.gob.mx/sectur/articulos/yuriria-guanajuato
[2] Laguna de Yuriria afectada por la contaminación (2011) Jorge Escalante. 
https://agua.org.mx/dana-a-yuriria-la-contaminacion/